# القفل (السبرة)

تعديل مصدري - تعديل

القفل هي إحدى قرى عزلة عينان بمديرية السبرة التابعة لمحافظة إب، بلغ تعداد سكانها 1074 نسمة حسب تعداد اليمن لعام 2004.